# Louky u Drahlína
Louky u Drahlína este o arie protejată (arie specială de conservare — SAC, sit de importanță comunitară — SCI) din Republica Cehă întinsă pe o suprafață de 12,62 ha, integral pe uscat.

## Localizare
Centrul sitului Louky u Drahlína este situat la coordonatele 49°43′59″N 13°57′24″E / 49.733056°N 13.956667°E.

## Înființare
Situl Louky u Drahlína a fost declarat sit de importanță comunitară în noiembrie 2009 pentru a proteja 2 specii de animale. Situl a fost protejat și ca arie specială de conservare în august 2016.

## Biodiversitate
Situată în ecoregiunea continentală, aria protejată nu include niciun habitat protejat.
La baza desemnării sitului se află mai multe specii protejate de  nevertebrate (2): Phengaris nausithous, Phengaris teleius.